# Moutiers-les-Mauxfaits
Moutiers-les-Mauxfaits è un comune francese di 1 830 abitanti situato nel dipartimento della Vandea nella regione dei Paesi della Loira.

## Società

### Evoluzione demografica
Abitanti censiti